# Катастрофа Ту-104 под Солнечногорском
Катастрофа Ту-104 под Солнечногорском — крупная авиационная катастрофа, произошедшая в воскресенье 28 ноября 1976 года. Авиалайнер Ту-104Б авиакомпании «Аэрофлот» выполнял внутренний рейс SU-2415 по маршруту Москва — Ленинград, но через 3 минуты после взлёта рухнул на землю близ деревни Клушино и полностью разрушился. Погибли все 73 человека на борту (67 пассажиров и 6 членов экипажа).

## Самолёт
Ту-104Б с бортовым номером 42471 (заводской — 021204, серийный — 12-04) был выпущен Казанским авиазаводом 22 февраля 1960 года с вместимостью салона на 100 пассажиров (позже переделан на 105 пассажиров). 24 марта его передали Главному управлению гражданского воздушного флота, которое направило самолёт в 1-й Ленинградский авиаотряд Ленинградского территориального управления ГВФ. Общая наработка 16-летнего авиалайнера составляла 22 199 лётных часов и 13 336 циклов «взлёт—посадка».

## Экипаж
Лётный экипаж (в кабине) был из 205-го (Ленинградского) лётного отряда и состоял из четырёх человек:
- Командир воздушного судна — 53-летний Гороховский Борис Николаевич (родился 6 марта 1923 года)
- Второй пилот — 46-летний Николаев Игорь Борисович (родился 23 марта 1930 года)
- Штурман — 28-летний Гусев Владимир Викторович (родился 5 февраля 1948 года)
- Бортмеханик — 35-летний Васильев Владимир Григорьевич (родился 2 января 1941 года)

В салоне работали два бортпроводника:
- 27-летний Лашов Владимир Иванович (родился 6 января 1949 года)
- 37-летняя Стефанская Людмила Ефимовна (родилась 9 июня 1939 года)

## Катастрофа
| Гражданство людей на борту | Гражданство людей на борту | Гражданство людей на борту | Гражданство людей на борту |
| Страна                     | Пассажиры                  | Экипаж                     | Всего                      |
| -------------------------- | -------------------------- | -------------------------- | -------------------------- |
| СССР                       | 65                         | 6                          | 71                         |
| ГДР                        | 1                          | 0                          | 1                          |
| Чехословакия               | 1                          | 0                          | 1                          |
| Итого                      | 67                         | 6                          | 73                         |

Самолёт выполнял рейс 2415 из Москвы в Ленинград, а всего на борт сели 67 пассажиров: 63 взрослых и 4 ребёнка. К тому времени солнце уже зашло за горизонт и было достаточно темно, а погодные условия над аэропортом были умеренными: сплошные слоисто-дождевые облака с нижней границей 200 метров, дымка, ветер юго-западный умеренный, в облаках сильное обледенение, а видимость 1000 метров (к моменту взлёта прояснилась до 7 километров).
В 18:53 Ту-104 на скорости 290 км/ч взлетел с ВПП аэропорта Шереметьево по магнитному курсу 248°. Пилотировал его сидящий в левом кресле второй пилот, а командир самолёта находился в правом кресле. Экипаж убрал закрылки и шасси, после чего связался с диспетчером и доложил о взлёте. В ответ диспетчер дал условия выхода из воздушной зоны аэропорта. Экипаж подтвердил получение информации и уменьшил режим двигателей. Выполняя схему выхода, экипаж через 34 секунды с момента взлёта ввёл самолёт в правый крен и начал выполнять на высоте 300—350 метров правый разворот на курс 265°. Но после того, как самолёт вышел на заданный курс, он продолжил разворачиваться, а крен только продолжал увеличиваться. Одновременно с этим начала снижаться высота и расти приборная скорость. На 53-й секунде с момента взлёта крен достиг 60—70°, скорость уже достигла 430 км/ч и продолжала расти до 580 км/ч. Поняв, что самолёт падает, экипаж потянул штурвалы на себя и переложил элероны на левый крен, после чего с перегрузкой 2,7g вывел самолёт из падения.
Такое поведение характерно при нарушении индикации пространственного положения самолёта, но второй пилот не распознал его, так как на Ту-104 отсутствовала сигнализация отказов основных авиагоризонтов (ПП-1ПМ), резервный авиагоризонт (АГД-1) был из-за низкого расположения закрыт штурвалом, а находящийся в стороне электрический указатель поворота не позволял вывести самолёт из крена при значении больше 25—30°. Но в процессе вывода самолёта из падения отказ авиагоризонтов опознал командир самолёта, который доложил об этом экипажу. Следом за ним об отклонении самолёта с курса доложил и диспетчер. Но пилоты не смогли опознать, что, выведя авиалайнер из правого крена, они теперь вводили его во всё увеличивающийся левый, из-за чего снижение вскоре вновь продолжилось. В 18:56 с перегрузкой в 2g летящий по курсу 258° под углом пикирования около 13° и с левым креном около 90° самолёт с приборной скоростью более 620 км/ч и с вертикальной более 30 м/с в полётной конфигурации врезался в лес в 9,5 километра западно-северо-западней (азимут 300°) аэропорта Шереметьево (56°01′11″ с. ш. 37°17′30″ в. д.) близ деревни Клушино Солнечногорского района. От удара самолёт взорвался, в результате чего образовалась яма 56 на 10 метров и глубиной до 4 метров, а обломки разлетелись на расстояние до 50 метров. Все 73 человека на борту авиалайнера погибли.

## Запись переговоров
Запись переговоров с момента, когда командир самолёта опознал отказ навигационного оборудования

### Сокращения
- КВС: Командир воздушного судна — Борис Гороховский
- 2П: Второй пилот — Игорь Николаев
- ШТ: Штурман — Владимир Гусев
- БМ: Бортмеханик — Владимир Васильев
- Э: Кто-то из экипажа
- Д: Диспетчер

### Расшифровка
|     |                                     |
| КВС | Отказали авиагоризонты!!!           |
| 2П  | ПТ-1000 проверь                     |
| Д   | 471, вы что, через Костино пойдёте? |
| КВС | нет, нет                            |
| Д   | какой курс держите?                 |
| Э   | вертикальная тридцать               |
| БМ  | [возбуждённо] включено              |
| Д   | 471, какой курс у Вас?              |
| КВС | резервный включи!                   |
| БМ  | резерв!                             |
| КВС | резерв поставь!                     |
| Д   | 471-й!                              |
| ШТ  | падаем, сто тридцать метров         |
| ШТ  | более тридцати метров               |
| ШТ  | падаем, тридцать!!!… метров!!!      |

## Причины катастрофы

### Расследование
Самолёт полностью разрушился, в связи с чем было невозможно определить, работали ли оба основных авиагоризонта ПП-1ПМ и гировертикаль ЦГВ-4 до столкновения с землёй. Резервный авиагоризонт АГД-1 показывал при ударе угол тангажа 0—15° на кабрирование, угол крена 40—60° влево. Данные о полёте в течение последних 6 секунд отсутствовали, в связи с чем было невозможно проверить правильность показаний резервного авиагоризонта. Что до курсовых приборов лётчиков и штурмана, то они показывали неверные показания текущего курса, о чём свидетельствовало то, что фактический курс самолёта в момент удара был неверно отображён на курсовых приборах командира корабля (НКП-4) и штурмана (КППМ-2), а также на курсовых сельсинах-датчиках гидроагрегатов (ГА-1М) курсовой системы (КС-8). О неверных показаниях основных авиагоризонтов свидетельствовало заявление командира и записанное бортовым самописцем кренение самолёта сначала вправо, а затем влево. Нарушения в показаниях основных авиагоризонтов и курсовых приборов может быть вызвано потерей питания переменным трёхфазным током 36 В 400 Гц. Это может произойти из-за обрыва цепи третьей фазы питания шины переменного тока 36 В, либо при потере контакта из-за окисления. Также неверная индикация данных приборов может быть вызвана межштырьковым замыканием из-за попадания воды или пробоя.
Система пилотажно-навигационных приборов самолётов Ту-104 имеет низкую надёжность, что не обеспечивает полную безопасность полётов, достаточно вспомнить катастрофы Ту-104 под Свердловском и под Подольском (обе произошли в 1973 году). Система электропитания переменным током авиагоризонтов командира и второго пилота и курсовой системы КС-8 имеет общие элементы, в том числе источники питания, реле и выключатели, шины и провода, то есть отсутствует дублирование. В результате, если произойдёт отказ какого-либо из данных элементов, то произойдёт нарушение показаний обоих авиагоризонтов и курсовых приборов. Этого экипаж сразу не сможет определить, так как отсутствует сигнализация отказа и наглядное средство контроля работы авиагоризонтов, сигнализация о наличии или отсутствии питания по переменному и постоянному току основных авиагоризонтов. К тому же основные и резервный авиагоризонты не имеют автономных выключателей коррекции, а для определения пространственного положения при отказе авиагоризонтов лётчик в предельно ограниченное время должен суметь решить сложную задачу, которая содержит множество неизвестных и переменных.

### Выводы комиссии
Выводы: аварийная ситуация возникла после взлёта в процессе выполнения правого разворота для выхода на заданный курс в сложных метеоусловиях ночью на малой высоте в результате нарушения индикации пространственного положения самолёта. Нарушение индикации выразилось в выдаче экипажу ложных показаний на авиагоризонтах и курсовой системе о пространственном положении самолёта, что привело к выходу на большие углы крена и столкновению с землёй.

Экипаж был подготовлен к полёту в данных метеоусловиях и в процессе развития аварийной ситуации действовал четко и с большим самообладанием. Принятые меры по выводу из крена и снижения не обеспечили благополучного завершения полёта. Это связано с тем, что при существующем конструктивном решении системы индикации пространственного положения самолёта распознание отказов авиагоризонтов затруднено из-за отсутствия сигнализации их отказов. Это приводит к необходимости анализа пилотом большого числа вариантов возможных ситуаций, возникающих при отказах, в условиях острого дефицита времени. Во всех этих случаях ввод самолёта экипажем в крутую спираль приобретает закономерный характер, что подтверждается летными испытаниями, исследованиями на тренажерах и продолжающимися летными происшествиями и предпосылками к ним, связанными с нарушениями индикации пространственного положения самолёта.

Метеоусловия соответствовали прогнозируемым и не могли оказать влияния на исход полёта, также, как и действия службы движения. Ввиду значительных разрушений элементов систем пилотажно-навигационного оборудования и их питания однозначно установить место отказа в системе электропитания 36В в 400 Гц не представляется возможным.— 

Заключение: катастрофа самолёта произошла в результате нарушения индикации пространственного положения самолёта, выразившейся в выдаче экипажу ложных показаний на авиагоризонтах и приборах курсовой системы, что при отсутствии сигнализации их отказа в условиях пилотирования ночью в облачности на малой высоте привело к выходу самолёта на большие углы крена и его столкновению с землей.— 
Один из членов комиссии, а именно — главный конструктор ОКБ Д. С. Марков — в особом мнении был не согласен с выводами комиссии и заявил, что в катастрофе был виновен экипаж, который при подготовке к полёту не включил авиагоризонты на верхнем щитке лётчиков, в связи с чем самолёт взлетал с исправными, но отключёнными авиагоризонтами. К тому же, по мнению Маркова, экипаж имел недостаточную подготовку для полётов по резервным приборам. Однако анализ записи переговоров экипажа при подготовке к полёту, а также заключение ГосНИИ ЭРАТ ГА свидетельствовали об обратном: преобразователь ПТ-1000ЦС, резервный авиагоризонт АГД-1, основные авиагоризонты ПП-1ПМ и курсовая система КС-8 были включены экипажем ещё на земле и в полёте не выключались. Решением президиума Госавианадзора СССР было вынесено постановление считать выводы комиссии обоснованными.